# The Wolverine (soundtrack)
The Wolverine is de originele soundtrack, gecomponeerd door Marco Beltrami voor de film The Wolverine uit 2013 van James Mangold. Het album werd uitgebracht op 23 juli 2013 door Sony Classical.
De partituur werd uitgevoerd door een 85-koppig ensemble van de Hollywood Studio Symphony onder leiding van Beltrami en Pete Anthony. De muziek werd opgenomen in de Newman Scoring Stage van 20th Century Fox Studios. De muziek werd opgenomen en gemixt door John Kurlander.
Beltrami maakte in zijn filmmuziek ook gebruik van muziekinstrumenten die uit Japanse instrumenten bestonden, zoals een koto en taiko. Het album kreeg positieve recensies van critici.

## Tracklijst
Alle muziek is geschreven door Marco Beltrami.
| 1.                 | A Walk in the Woods    | 1:02 |
| 2.                 | Threnody for Nagasaki  | 1:15 |
| 3.                 | Euthanasia             | 1:36 |
| 4.                 | Logan's Run            | 3:56 |
| 5.                 | The Offer Time         | 3:15 |
| 6.                 | Arriving at the Temple | 2:10 |
| 7.                 | Funeral Fight          | 4:22 |
| 8.                 | Two Handed             | 4:04 |
| 9.                 | Bullet Train           | 1:31 |
| 10.                | The Snare              | 1:32 |
| 11.                | Abduction              | 2:11 |
| 12.                | Trusting               | 1:54 |
| 13.                | Ninja Quiet            | 3:40 |
| 14.                | Kantana Surgery        | 3:50 |
| 15.                | The Wolverine          | 2:21 |
| 16.                | The Hidden Fortress    | 5:02 |
| 17.                | Silver Samurai         | 3:27 |
| 18.                | Sword of Vengeance     | 4:32 |
| 19.                | Dreams                 | 1:21 |
| 20.                | Goodbye Mariko         | 1:01 |
| 21.                | Where To?              | 2:25 |
| 22.                | Whole Step Haiku       | 2:08 |
| Totale duur: 58:34 |                        |      |

| 23.                | Yukio | 1:49 |
| Totale duur: 60:24 |       |      |